# Выборы в Московскую областную думу (2016)
Выборы в Московскую областную думу шестого созыва состоялись в Московской области 18 сентября 2016 года в единый день голосования, одновременно с выборами в Государственную думу РФ. Выборы проходили по смешанной избирательной системе: из 50 депутатов 25 избирались по партийным спискам (пропорциональная система), другие 25 — по одномандатным округам (мажоритарная система). Для попадания в думу по пропорциональной системе партиям необходимо преодолеть 5%-й барьер . Срок полномочий думы пятого созыва — пять лет.
На 1 января 2016 года в области было зарегистрировано 5 592 670 избирателей (в декабре 2011 года их было 5 619 811).

## Подготовка
В декабре 2012 года был снижен заградительный барьер в виде подписей. Он был снижен с 2 % от числа избирателей области (в 2011 году это 110 тысяч подписей в пересчёте на количество зарегистрированных избирателей), до 0,5 %.
Другим важным изменением стали принятые в мае 2014 года поправки — был изменён процентный барьер при регистрации кандидатов от новых политических партий или партий, не получивших достаточной поддержки на предыдущих выборах, а также для самовыдвиженцев в одномандатных округах — им требуется собрать подписи не менее 3% избирателей. Однако закон освободил от необходимости сбора подписей партии, уже представленные в Госдуме, либо в региональном парламенте, либо в советах муниципалитетов региона. Как следствие число партий в Московской области, которым не требуется собирать подписи, увеличилось с 4 в 2011 году до 11 в 2014, а потом до 13 в 2015.
Со времени проведения предыдущих выборов в 2011 году территория Московской области сократилась — с 1 июля 2012 года из Московской области в состав Москвы было переведено 21 муниципальное образование, в том числе два городских округа - Троицк и Щербинка, а также 19 городских и сельских поселений, входившие в Подольский, Ленинский и Нарофоминский районы.  Территория Московской области уменьшилась на 144 тысячи га, а население — на 230 тысяч человек. Это потребовало нового деления территории на 25 избирательных округов. Мособлизбирком разработал новую схему и в октябре 2015 года утвердил её, а в декабре схему утвердили депутаты Московской областной думы. Схема принята на 10 лет.
1 июля 2015 года в закон «О выборах депутатов Московской областной Думы»  были внесены изменения, снизившее процентный барьер с 7% до 5%.
1 июня 2016 года в закон «О выборах депутатов Московской областной Думы» был внесён ряд важных изменений.

## Ключевые даты
- 16 июня депутаты Мособлдумы назначили выборы на дату единого дня голосования — 18 сентября 2016 года[11]
- 17 июня избирательная комиссия Московской области утвердила календарный план избирательной кампании, решение о назначение выборов опубликовано в СМИ
- с 18 июня по 18 июля — период выдвижения кандидатов партиями
- с 18 июня по 31 июля — период выдвижения кандидатов в порядке самовыдвижения
- 22 июня глава Мособлизбиркома Ирек Вильданов ушёл в отставку
- с 4 июля по 3 августа — период регистрации списков кандидатов и кандидатов по округам
- с 20 августа по 16 сентября — период агитации в СМИ
- 17 сентября — день тишины
- 18 сентября — день голосования

## Участники

### Выборы по партийным спискам
По единому областному округу партии выдвигают списки кандидатов. Областная избирательная комиссия в октябре 2015 года определила 13 политических партий, которые могут выставить списки кандидатов без сбора подписей избирателей:
| - Единая Россия - КПРФ - ЛДПР - Справедливая Россия - Яблоко - Родина - Партия дела | - Партия Роста (бывш. Правое дело) - Альянс зелёных и социал-демократов - Патриоты России - Российская партия пенсионеров за справедливость - Российская экологическая партия «Зелёные» - Коммунистическая партия социальной справедливости |

Остальным партиям для регистрации выдвигаемого списка придётся собрать от 27 859 до 30 644 подписей (0,5 % от числа избирателей).
Документы в Мособлизбирком представили 19 партий из 20 заявивших об участии в выборах. Партия «Добрых дел, защиты детей, женщин, свободы, природы и пенсионеров» не представила списки кандидатов. Собирать подписи должны 6 партий: «Партия великое отечество», «Народная партия «За женщин России», «Партия родителей будущего», «Народ против коррупции», «Коммунистическая партия коммунисты России», «Возрождение аграрной России» (но списки по единому областному округу есть не у всех из них.
| 1 | Альянс зелёных                                  | Александр Закондырин                                         | 25 | 57  | зарегистрирован                                                       |
| 2 | Партия роста                                    | Борис Титов • Борис Надеждин                                 | 25 | 74  | зарегистрирован                                                       |
| 3 | Партия дела                                     | Александр Буренков • Михаил Марков                           | 16 | 18  | зарегистрирован                                                       |
| 4 | Российская партия пенсионеров за справедливость | Александр Лельков • Анатолий Сополев • Евгения Суржикова     | 17 | 27  | зарегистрирован                                                       |
| 5 | Патриоты России                                 | Станислав Бычинский • Игорь Кленин • Дмитрий Андриенко       | 25 | 58  | зарегистрирован                                                       |
| 6 | Яблоко                                          | Александр Гунько                                             | 23 | 48  | зарегистрирован                                                       |
| 7 | КПРФ                                            | Николай Васильев • Константин Черемисов • Александр Наумов   | 25 | 97  | зарегистрирован                                                       |
| 8 | Единая Россия                                   | Лариса Лазутина • Сергей Лемешевский • Юрий Липатов          | 25 | 77  | зарегистрирован                                                       |
| 9 | КПСС                                            | Андрей Богданов • Вячеслав Смирнов • Владимир Евдокимов      | 19 | 22  | зарегистрирован                                                       |
| 10 | Справедливая Россия                             | Игорь Чистюхин                                               | 25 | 95  | зарегистрирован                                                       |
| 11 | ЛДПР                                            | Владимир Жириновский • Кирилл Жигарев • Александр Ливадченко | 25 | 78  | зарегистрирован                                                       |
| 12 | Родина                                          | Алексей Звягин • Анна Прохорова • Михаил Половнев            | 25 | 78  | зарегистрирован                                                       |
| 13 | Зелёные                                         | Сергей Асташов • Алексей Гусенков • Александр Холодов        | 25 | 89  | зарегистрирован                                                       |
| Партии, не имеющие льгот при выдвижении, вынужденные собирать подписи для регистрации списка:                                                      |                                                 |                                                              |    |     |                                                                       |
| - | Партия Великое Отечество                        | Николай Стариков • Александр Куринов • Александр Лисовский   | 13 | 25  | Отказ в регистрации. Подано 29522 подписи, из них забраковано 16,87%  |
| - | Народ против коррупции                          | Оксана Анисимова • Алексей Ковалевский • Михаил Шевкунов     | 25 | 47  | Отказ в регистрации. Не предоставили необходимые документы            |
| - | За женщин России                                | Ирина Снеткова                                               | 25 | 55  | Отказ в регистрации. Не предоставили необходимые документы            |
| - | Коммунисты России                               | Максим Сурайкин • Владимир Рязанов • Владислав Жилин         | 25 | 103 | Отказ в регистрации. Подано 30169 подписей, из них забраковано 22,69% |
| *Территориальная группа соответствует одномандатному округу и должна включать от 1 до 4 кандидатов. Территориальных групп должно быть от 13 до 25. |                                                 |                                                              |    |     |                                                                       |
| **Общее число включённых в единый список кандидатов не может превышать 103 человека.                                                               |                                                 |                                                              |    |     |                                                                       |

### Выборы по округам
По 25 одномандатным округам кандидаты выдвигались как партиями, так и путём самовыдвижения. Всего было выдвинуто 288 кандидатов.
| №  | Округ              | Состав | Всего избирателей |
| -- | ------------------ | --- | ----------------- |
| 1  | Балашихинский      | частично городской округ Балашиха, частично Щёлковский район                                                                                             | 233 841           |
| 2  | Воскресенский      | городской округ Коломна, Коломенский район, частично Воскресенский район                                                                                 | 236 611           |
| 3  | Дмитровский        | городской округ Дубна, Дмитровский район, Талдомский район                                                                                               | 217 039           |
| 4  | Домодедовский      | городской округ Бронницы, городской округ Домодедово, частично городской округ Подольск, частично Раменский район                                        | 202 018           |
| 5  | Егорьевский        | Егорьевский район, Луховицкий район, Зарайский район, Серебряно-Прудский район, частично Воскресенский район                                             | 222 545           |
| 6  | Звенигородский     | городской округ Власиха (ЗАТО), городской округ Звенигород, частично Одинцовский район                                                                   | 232 952           |
| 7  | Истринский         | Красногорский район, частично Истринский район | 217 074           |
| 8  | Клинский           | Клинский район, Лотошинский район, Солнечногорский район                                                                                                 | 228 428           |
| 9  | Королёвский        | городской округ Королёв, городской округ Ивантеевка | 221 839           |
| 10 | Лыткаринский       | городской округ Лыткарино, городской округ Котельники, городской округ Дзержинский, Ленинский район, частично Раменский район, частично Люберецкий район | 207 313           |
| 11 | Люберецкий         | частично Люберецкий район | 201 857           |
| 12 | Мытищинский        | городской округ Лобня, городской округ Мытищи | 226 822           |
| 13 | Наро-Фоминский     | городской округ Краснознаменск (ЗАТО), городской округ Молодёжный (ЗАТО), Наро-Фоминский район, частично Одинцовский район                               | 202 728           |
| 14 | Ногинский          | частично городской округ Балашиха, городской округ Лосино-Петровский, Ногинский район, частично Щелковский район                                         | 233 352           |
| 15 | Орехово-Зуевский   | городской округ Орехово-Зуево, городской округ Рошаль, Шатурский район, частично Орехово-Зуевский район                                                  | 232 773           |
| 16 | Подольский         | городской округ Подольск (Подольск, Климовск) | 232 594           |
| 17 | Пушкинский         | городской округ Звёздный городок (ЗАТО), городской округ Фрязино, городской округ Черноголовка, Пушкинский район, частично Щелковский район              | 227 005           |
| 18 | Раменский          | городской округ Жуковский, частично Раменский район | 204 017           |
| 19 | Реутовский         | частично городской округ Балашиха, городской округ Реутов                                                                                                | 242 857           |
| 20 | Рузский            | городской округ Восход (ЗАТО), Волоколамский район, Шаховской район, Рузский район, Можайский район, частично Истринский район                           | 203 184           |
| 21 | Сергиево-Посадский | городской округ Красноармейск, Сергиево-Посадский район                                                                                                  | 222 190           |
| 22 | Ступинский         | городской округ Озёры, городской округ Протвино, городской округ Пущино, городской округ Кашира, Ступинский район, частично Серпуховский район           | 243 228           |
| 23 | Химкинский         | городской округ Долгопрудный, городской округ Химки | 227 000           |
| 24 | Чеховский          | городской округ Серпухов, Чеховский район, частично Серпуховский район                                                                                   | 219 282           |
| 25 | Электростальский   | городской округ Электрогорск, городской округ Электросталь, Павлово-Посадский район, частично Орехово-Зуевский район                                     | 233 090           |

## Явка избирателей
Явка на выборах составила 37,7 %.

## Итоги

### Результаты по спискам
Для распределения мандатов применялся модифицированный метод Империали (т. е. каждая партия, прошедшая процентный барьер, сразу получает по одному мандату, а оставшиеся мандаты распределяются по формуле).
| Партия                                     | Партия                                     | Областная часть списка                                       | Голоса    | % голосов | Мандатов по списку |
| ------------------------------------------ | ------------------------------------------ | ------------------------------------------------------------ | --------- | --------- | ------------------ |
|                                            | Единая Россия                              | Лариса Лазутина • Сергей Лемешевский • Юрий Липатов          | 911 229   | 43,15 %   | 14                 |
|                                            | КПРФ                                       | Николай Васильев • Константин Черемисов • Александр Наумов   | 335 271   | 15,88 %   | 5                  |
|                                            | ЛДПР                                       | Владимир Жириновский • Кирилл Жигарев • Александр Ливадченко | 304 675   | 14,43 %   | 5                  |
|                                            | Справедливая Россия                        | Игорь Чистюхин                                               | 106 911   | 5,06 %    | 1                  |
| Партии, не преодолевшие барьер в 5%:       |                                            |                                                              |           |           |                    |
|                                            | РППС                                       | Александр Лельков • Анатолий Сополев • Евгения Суржикова     | 104 840   | 4,96 %    | 0                  |
|                                            | Яблоко                                     | Александр Гунько                                             | 84 699    | 4,01 %    | 0                  |
|                                            | Родина                                     | Алексей Звягин • Анна Прохорова • Михаил Половнев            | 52 656    | 2,49 %    | 0                  |
|                                            | Партия Роста                               | Борис Титов • Борис Надеждин                                 | 47 654    | 2,26 %    | 0                  |
|                                            | КПСС                                       | Андрей Богданов • Вячеслав Смирнов • Владимир Евдокимов      | 30 849    | 1,46 %    | 0                  |
|                                            | Зелёные                                    | Сергей Асташов • Алексей Гусенков • Александр Холодов        | 30 124    | 1,43 %    | 0                  |
|                                            | Патриоты России                            | Станислав Бычинский • Игорь Кленин • Дмитрий Андриенко       | 15 690    | 0,74 %    | 0                  |
|                                            | Альянс зелёных                             | Александр Закондырин                                         | 13 391    | 0,63 %    | 0                  |
|                                            | Партия Дела                                | Александр Буренков • Михаил Марков                           | 5 602     | 0,27 %    | 0                  |
| Всего голосов (действительных бюллетеней): | Всего голосов (действительных бюллетеней): | Всего голосов (действительных бюллетеней):                   | 2 043 591 | 100,00    |                    |
| Недействительных бюллетеней:               | Недействительных бюллетеней:               | Недействительных бюллетеней:                                 | 68 347    |           |                    |

После подведения итогов из списков были исключены Лариса Лазутина (Единая Россия) и Игорь Чистюхин (Справедливая Россия), поскольку они были избраны в одномандатных округах. Кроме того Владимир Жириновский (ЛДПР) отказался от мандата, который был передан Михаилу Демидовичу (Электростальский округ № 25).
| Партия | Партия              | Мандатов по списку | Депутаты из областной части                        | Депутаты из региональных групп |
| ------ | ------------------- | ------------------ | -------------------------------------------------- | --- |
|        | Единая Россия       | 14                 | Л. А. Лазутина, С. А. Лемешевский, Ю. А. Липатов   | Н. И. Черкасов, А. В. Орлов, О. В. Жолобов, В. Л. Гольберт, А. В. Полякова, И. В. Коханый, О. А. Рожнов, В. В. Фомичев, В. С. Абрамов, Т. В. Ефимов, А. Г. Легков, И. М. Исаев |
|        | КПРФ                | 5                  | Н. И. Васильев, К. Н. Черемисов, А. А. Наумов      | Д. Х. Кононенко, В. Б. Мельников |
|        | ЛДПР                | 5                  | В. В. Жириновский, К. С. Жигарев, А. А. Ливадченко | М. Ю. Борушков, О. В. Григорьев, М. А. Демидович |
|        | Справедливая Россия | 1                  | И. В. Чистюхин                                     | А. Н. Волнушкин |

### Результаты по округам
| Округ                   | Всего избирателей | Всего проголосовало (выдано бюллетеней) | Явка    | Избранный депутат              | Партия              | Число голосов | Процент |
| ----------------------- | ----------------- | --------------------------------------- | ------- | ------------------------------ | ------------------- | ------------- | ------- |
| № 1 Балашихинский       | 233 352           | 89 971                                  | 38,55 % | Шапкин Владимир Николаевич     | Единая Россия       | 41 028        | 45,90 % |
| № 2 Воскресенский       | 236 099           | 86 646                                  | 36,69 % | Мазуров Алексей Борисович      | Единая Россия       | 35 063        | 40,56 % |
| № 3 Дмитровский         | 217 960           | 93 069                                  | 42,70 % | Шевченко Марина Владимировна   | Единая Россия       | 39 039        | 42,34 % |
| № 4 Домодедовский       | 206 373           | 81 531                                  | 39,50 % | Крымов Вячеслав Борисович      | Единая Россия       | 36 714        | 45,23 % |
| № 5 Егорьевский         | 220 098           | 87 623                                  | 39,81 % | Аксаков Евгений Валерьевич     | Единая Россия       | 41 448        | 47,35 % |
| № 6 Звенигородский      | -                 | -                                       | -       | Лазутина Лариса Евгеньевна     | Единая Россия       | 45 355        | 49,46 % |
| № 7 Истринский          | -                 | -                                       | -       | Уткина Галина Сергеевна        | Единая Россия       | 29 160        | 36,88 % |
| № 8 Клинский            | -                 | -                                       | -       | Юдаков Сергей Викторович       | Единая Россия       | 35 756        | 40,21 % |
| № 9 Королёвский         | -                 | -                                       | -       | Керселян Сергей Айкович        | Единая Россия       | 16 268        | 42,19 % |
| № 10 Лыткаринский       | -                 | -                                       | -       | Жук Владимир Петрович          | Единая Россия       | 27 945        | 37,66 % |
| № 11 Люберецкий         | -                 | -                                       | -       | Дениско Дмитрий Валентинович   | Единая Россия       | 48 802        | 58,70 % |
| № 12 Мытищинский        | -                 | -                                       | -       | Чаплин Никита Юрьевич          | Единая Россия       | 28 100        | 35,43 % |
| № 13 Наро-Фоминский     | -                 | -                                       | -       | Баранов Александр Николаевич   | Единая Россия       | 31 695        | 39,85 % |
| № 14 Ногинский          | -                 | -                                       | -       | Жуков Иван Николаевич          | Единая Россия       | 40 809        | 46,43 % |
| № 15 Орехово-Зуевский   | -                 | -                                       | -       | Живцов Эдуард Николаевич       | Единая Россия       | 36 655        | 46,35 % |
| № 16 Подольский         | -                 | -                                       | -       | Максимович Павел Иванович      | Единая Россия       | 33 254        | 39,48 % |
| № 17 Пушкинский         | -                 | -                                       | -       | Слуцкая Ирина Эдуардовна       | Единая Россия       | 27 028        | 32,71 % |
| № 18 Раменский          | -                 | -                                       | -       | Чистюхин Игорь Васильевич      | Справедливая Россия | 13673         | 18,97 % |
| № 19 Реутовский         | -                 | -                                       | -       | Брынцалов Игорь Юрьевич        | Единая Россия       | 61 002        | 53,64 % |
| № 20 Рузский            | -                 | -                                       | -       | Сердюкова Татьяна Владимировна | Единая Россия       | 21 724        | 30,53 % |
| № 21 Сергиево-Посадский | -                 | -                                       | -       | Двойных Сергей Владимирович    | Единая Россия       | 31 784        | 45.62%  |
| № 22 Ступинский         | -                 | -                                       | -       | Голубев Андрей Алексеевич      | Единая Россия       | 43789         | 46,27 % |
| № 23 Химкинский         | -                 | -                                       | -       | Смирнов Александр Эрнстович    | Единая Россия       | 25 636        | 32,65 % |
| № 24 Чеховский          | -                 | -                                       | -       | Горбунов Роман Владимирович    | Единая Россия       | 28180         | 34,31 % |
| № 25 Электростальский   | -                 | -                                       | -       | Пекарев Владимир Янович        | Единая Россия       | 30 246        | 36,94 % |